# پوکاهانتس: افسانه
پوکاهانتس: افسانه (به انگلیسی: Pocahontas: The Legend) فیلمی محصول سال ۱۹۹۵ و به کارگردانی دانیل جی. سوئیسا است. در این فیلم بازیگرانی همچون ساندریان هالت، مایلز اوکیف، تونی گلدوین و گوردون توتوسیس ایفای نقش کرده‌اند.